# 上莱茵行政圈

上莱茵行政圈位置

上莱茵行政圈（德语：Oberrheinischer Reichskreis）是神圣罗马帝国的一个帝国行政圈，成立于1500年，位于前上洛林公国和莱茵法兰克尼亚的大部分地区，包括施瓦本阿尔萨斯地区和勃艮第萨伏伊公国。
在17世纪，法国国王路易十四發動諸場戰爭，莱茵河西岸的许多邦國被法国吞并，領土的變更最終由1678/79年奈梅亨条约確定。